# Abtei Marienberg

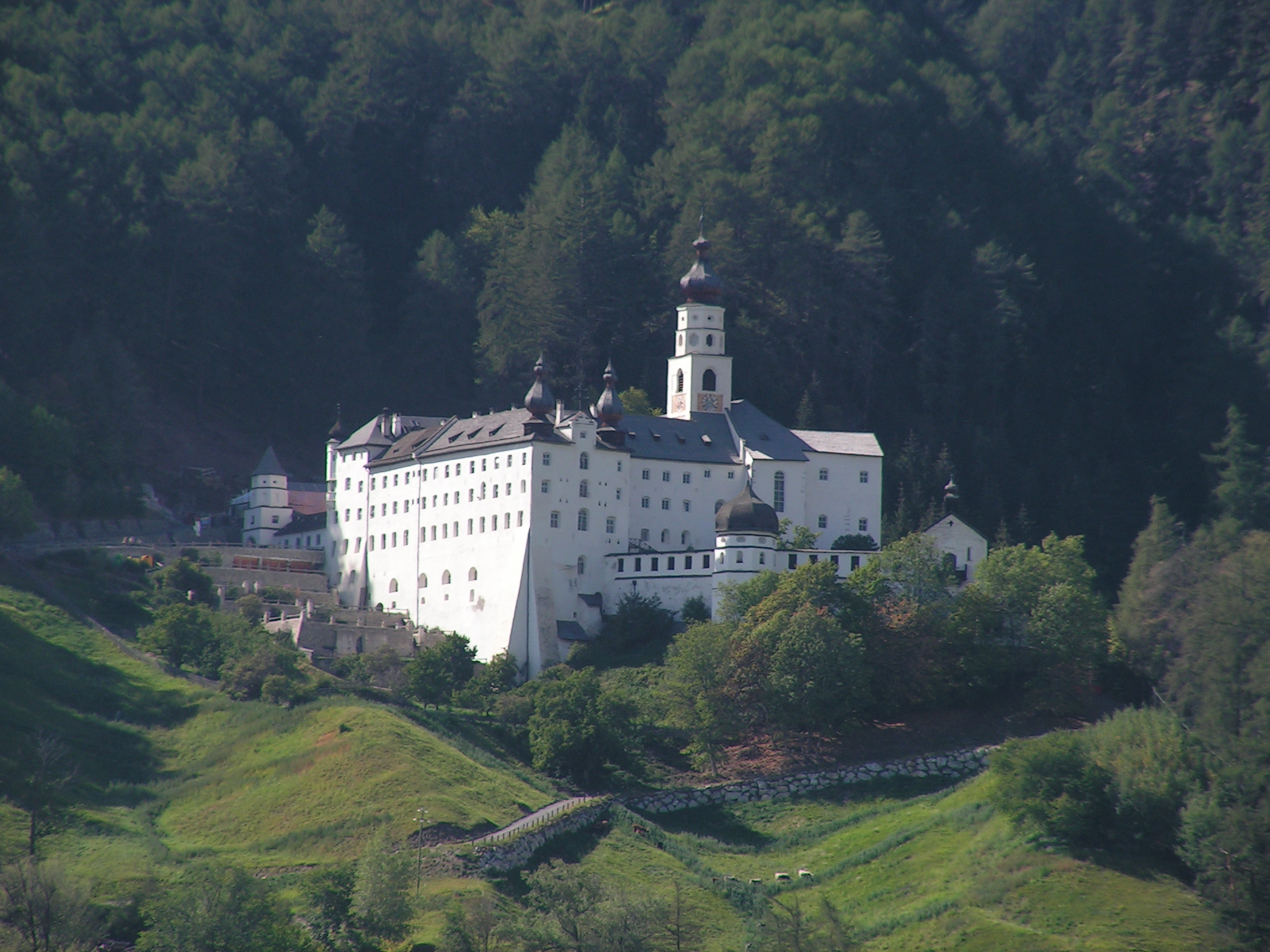
Abtei Marienberg im italienischen Vinschgau

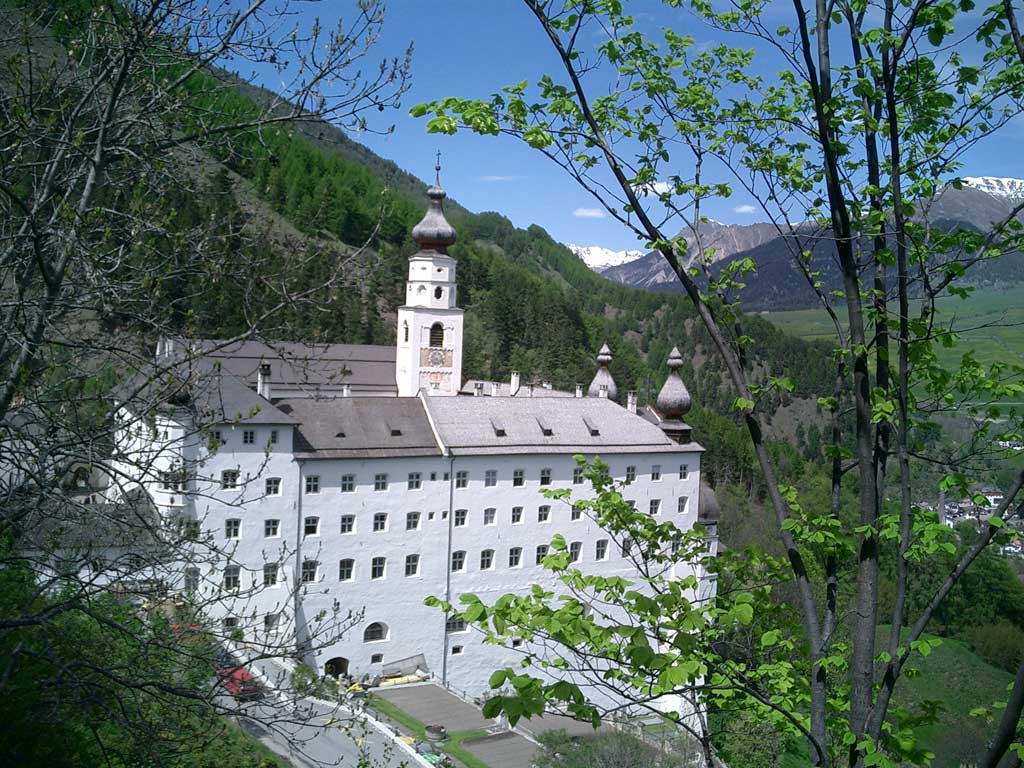
Benediktinerstift Marienberg

Die Abtei Marienberg (lateinisch Abbatia Mariæ Montana) oder Abtei der seligen Jungfrau Maria (lateinisch Abbatia Beatæ Mariæ Virginis) ist ein Kloster und exemtes Stift des Benediktinerordens im Vinschgau in Südtirol (Oberitalien).

## Lage
Das Stift Marienberg liegt, als weiß getünchter festungsartiger Bau von weitem sichtbar, in einer Hangmulde oberhalb von Burgeis am orografisch rechten Talhang des Oberen Vinschgaus. Auf einer Höhe von etwa 1350 m s.l.m. ist es die höchstgelegene Benediktinerabtei Europas. Verkehrsmäßig erschlossen wird sie durch eine gut ausgebaute Bergstraße, die Burgeis/Burgusio mit den Weilern Amberg und Prämajur sowie mit der Ortschaft Schlinig im Schlinigtal verbindet.

## Geschichte

### Gründung im Engadin
Die Gründung des Klosters Marienberg (früher auch Mariaberg genannt) ist auf ein churrätisches Edelfreiengeschlecht zurückzuführen: auf die Herren von Tarasp. Ihr Bestreben war es, in der Nähe ihrer Burg Tarasp bei Schuls ein Hauskloster zu errichten. In der Zeit zwischen 1087 und 1095 gründeten die Brüder Eberhard und Ulrich II. von Tarasp – Letzterer war Bischof von Chur – ein erstes Kloster und statteten es mit reichhaltigem Stiftungsgut aus. Dem jungen Kloster wurde die Existenz im Engadin aber nicht leicht gemacht; von widrigen Umständen, einer feindlich gesinnten Bevölkerung und einem Brand ist die Rede, so dass sich die Gründerfamilie schließlich aus dem Engadin zurückzog und einen Neuanfang im Vinschgau versuchte. Ulrich III. von Tarasp, der Großneffe der Gründer, holte mit dem ersten Abt des Klosters, Albert I. von Ronsberg, bei Papst Eugen III. die Erlaubnis zur Verlegung des Klosters nach St. Stephan oberhalb von Burgeis ein, auf Grund und Boden, der den Tarasps gehörte.

### Umsiedlung in den Vinschgau

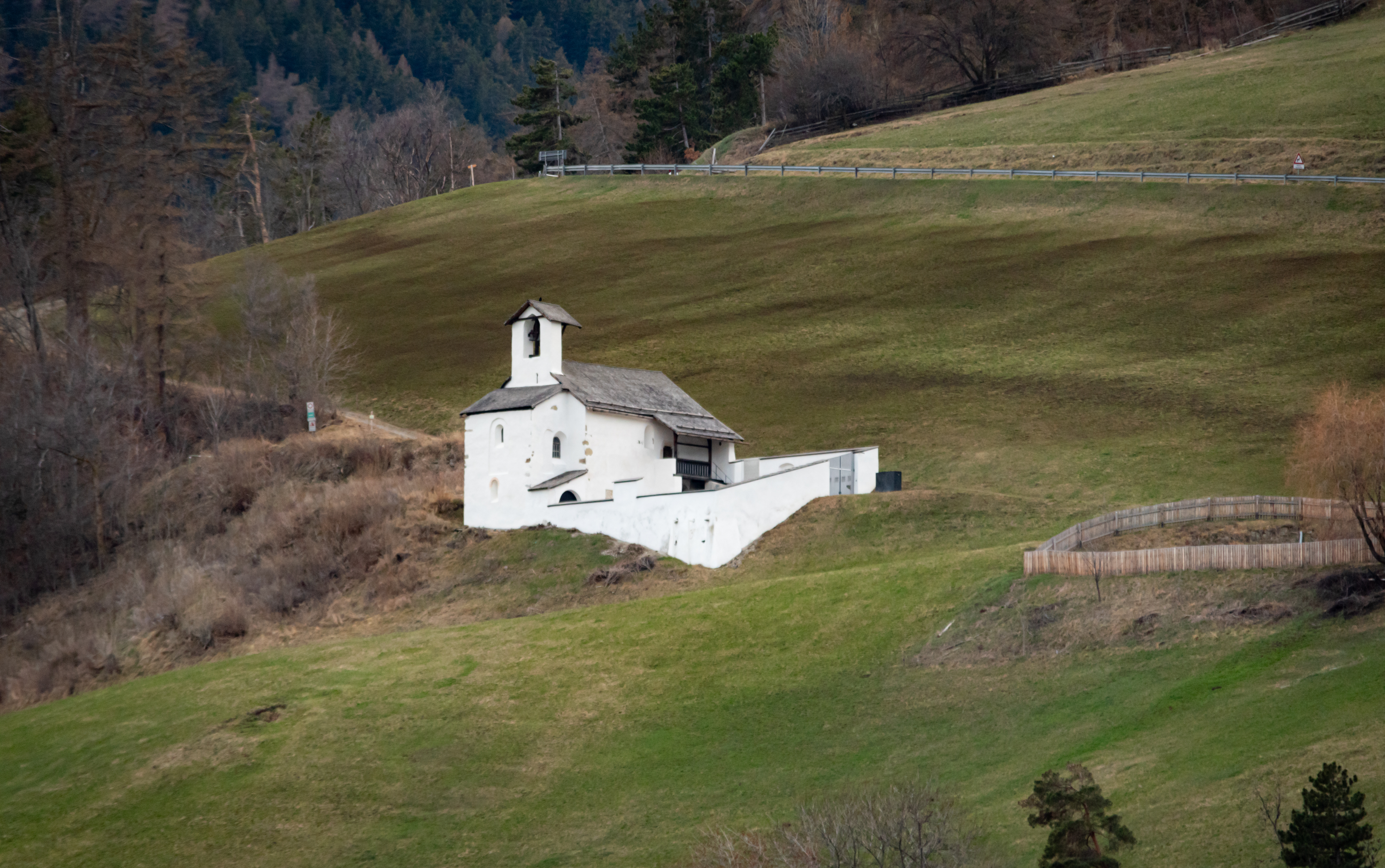
St.-Stephan-Kapelle bei Marienberg mit Blick auf Mals

Die Umsiedlung erfolgte 1146. Der neue Standort erwies sich jedoch als ungünstig: St. Stephan liegt auf einem trockenen und windigen Hangrücken, weit entfernt von Quellen oder Wasserläufen. Eine neuerliche Erlaubnis des Papstes war notwendig, um die endgültige Verlegung weiter nach Norden an den heutigen Standort durchführen zu können. Dort am Almeinabach stand schon eine Marienkapelle gleichen Namens, deren Marienpatrozinium nach der Übersiedlung 1149/1150 auf das Kloster überging. Die Bausteine stammten zu einem guten Teil von der Burg Kastellatz weiter oben am Berghang, die der Gründerfamilie gehörte, und die sie zu diesem Zwecke schleifen ließ.

### Starthilfe aus Ottobeuren
Die ersten Mönche kamen vom Benediktinerkloster Ottobeuren; dies deshalb, weil es das Hauskloster der Grafen von Ursin-Ronsberg war, die mit den Edelfreien von Tarasp verwandtschaftliche Beziehungen hatten. Zudem war Uta, die Frau des Stifters Ulrich III., wahrscheinlich eine Schwester des Abtes Albert von Ronsberg. Die Mönche erbauten am neuen Standort zuerst eine Krypta, die am 13. Juli 1160 vom Churer Bischof Adalgott zu Ehren der hl. Dreifaltigkeit, der Gottesmutter Maria und allen Heiligen geweiht wurde. Die Klosterkirche wird wohl als Nächstes in Angriff genommen worden sein, weil 1180 durch Bischof Heinrich II. von Chur die Chorseitenkapellen geweiht wurden. Am 28. Oktober 1201 wurde die Klosterkirche vom Bischof Reinher della Torre der hl. Dreifaltigkeit, dem hl. Kreuz und der Jungfrau Maria geweiht. Nebenpatrone wurden diejenigen Heiligen, deren Reliquien von Ulrich III. von Tarasp aus Köln nach Marienberg überführt worden waren: der hl. Bischof Sebastian sowie die hl. Climaria und die hl. Panafreta, die beide zu den 11.000 Jungfrauen gehörten, die in Köln mit der hl. Ursula den Märtyrertod erlitten hatten. Im Ergebnis dieser Bemühungen war „Marienberg als Gedächtnisstiftung der Tarasper … ein Ort von Memoria, des kultischen Gedenkens und der im liturgischen Gebet erreichten Gemeinschaft von Lebenden und Toten. In dieser ‚Hauskloster‘-Funktion manifestiert sich der Wunsch nach Überzeitlichkeit des Adels.“ Die Verbindung zu Ottobeuren blieb über Jahrhunderte bestehen.

### Vogtei
Weil der einzige Sohn des Stifterehepaares, Ulrich IV., selbst in das Kloster eintrat, wurden die Rechte der Vogtei 1160 von Ulrich III. an seinen Vetter Egino I. von Matsch übertragen. Die Beziehungen des Klosters zu diesen „Edlen von Matsch“ waren zwiespältig. Es gab Vertreter der Familie, die sich redlich um das Kloster kümmerten. Der Chronist Goswin von Marienberg überliefert die großzügigen Gesten des Vogtes Hartwig II., „der wie ein guter Onkel niemals nach Marienberg kam, ohne für die Mönche irgendeinen guten Bissen mitzubringen“. Andere waren roh im Umgang, habsüchtig und darauf bedacht, möglichst viel aus dem Kloster herauszupressen. Ihre Streitsucht brachte das Kloster in Situationen, die dessen wirtschaftliche Überlebensfähigkeit bedrohten. Eine Fehde der Matscher mit den Reichenbergern führte 1274 zur Plünderung des Klosters durch Schweighard von Reichenberg. Unter Ulrich II. gipfelten die Auseinandersetzungen des Klosters mit ihren Vögten in der Ermordung des Abtes Hermann von Schönstein, der beim Prälatenstein in Schlinig 1304 enthauptet worden sein soll. Zwar gingen die Vogteirechte 1313 an die Herzöge von Österreich über, den Matschern gelang es jedoch, sie wieder als Afterlehen in ihre Hände zu bringen. Erst 1421, nach einem 30-jährigen Machtkampf mit den Churer Bischöfen, verloren die Matscher alle ihre Vogteirechte an den Tiroler Landesfürsten.

### Chronist Goswin

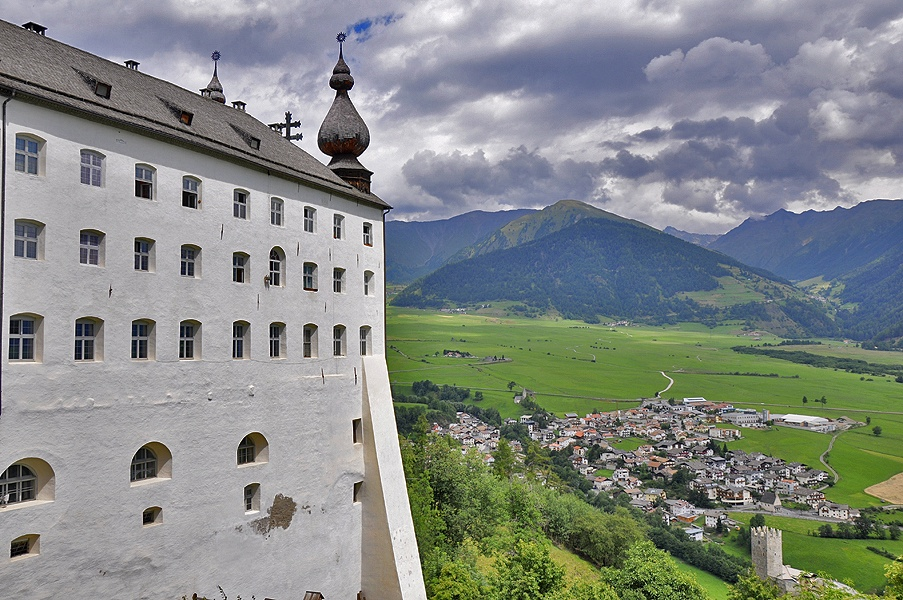
Abtei, Blick auf Burgeis

Goswin von Marienberg war ein Mönch des Klosters, dessen Wirken hauptsächlich in die zweite Hälfte des 14. Jahrhunderts fällt. Im Jahre 1393 enden alle Hinweise auf seine Tätigkeit, so dass davon ausgegangen werden kann, dass er damals oder wenig später verstorben ist. Das Spärliche, was über ihn bekannt ist, stammt aus seinen eigenen Aufzeichnungen.
Ihm verdankt die Nachwelt einen umfangreichen schriftlichen Nachlass. Er hat Musikhandschriften verfasst, Urbare und Dokumentabschriften (sog. Reskripte) für das Kloster erstellt und mit seinen historischen Aufzeichnungen überaus wichtige Details der Geschichte Tirols und Graubündens überliefert, etwa zu den Auswirkungen der Pestepidemie um die Mitte des 14. Jahrhunderts. Sein Hauptwerk ist das Registrum monasterii Montis sancte Marie, eine Geschichte Marienbergs von dessen Anfängen in Schuls, von der Verlegung nach Marienberg, von den Zeiten unter den verschiedenen Äbten und vom Ausbau der Rechte und Besitzungen bis 1393. Er hat darin Urkunden von Päpsten und Landesfürsten zusammengetragen und wörtliche Vertragstexte festgehalten, um – was er auch klar ausspricht – die Rechte des Klosters unantastbar zu machen.

### Zeit bis zur Aufhebung
Nicht nur durch seine Vögte, die Matscher, hatte das Kloster unzählige Konflikte zu erleiden. Nach dem Bau der Fürstenburg durch Bischof Konrad von Chur (1272–1281) am Hangfuß unterhalb des Klosters waren es auch die Bischöfe von Chur, die sich massiv in das Klosterleben einzumischen versuchten. Der Streit um die Frage, ob das Kloster dem Bischof oder nur direkt dem Papst (exempt) unterstellt sei, wurde erst im Jahre 1659 beigelegt. Bis in die Anfangszeit des 17. Jahrhunderts hinein hatte das Kloster mit Katastrophen, Religionswirren, mit wirtschaftlichem Niedergang und Zerfallserscheinungen zu kämpfen.
1418 machte ein verheerender Brand den weitgehenden Neubau des Klosters erforderlich. Auch die Verleihung der Pontifikalien im Jahre 1440 durch Papst Eugen IV. zeigte keine Wirkung. Im Engadinerkrieg 1499 entging das Kloster der Brandschatzung, weil es die Bündner als Engadiner Gründung anerkannten. Bei den Bauernaufständen unter Michael Gaismair 1525 wurde das Kloster stark geplündert und vieler seiner Archivstücke beraubt. 1606 wurde die Aufhebung des Klosters erwogen, weil zeitweilig nur mehr ein Mönch dort lebte.
Ein Umschwung gelang erst unter Abt Matthias Lang (1615–1640), der aus der Abtei Weingarten in den Vinschgau kam und als zweiter Gründer des Klosters gilt. Er leitete eine innere Erneuerung ein und ließ Umbaumaßnahmen durchführen. Personelle Probleme gab es nicht, weil aus Deutschland, in dem der Dreißigjährige Krieg wütete, viele Mönche in Marienberg Zuflucht suchten. Unter Abt Jakob Grafinger (1640–1653) wurde die romanische Stiftskirche barockisiert (1642–1647).
Neben ihrer seelsorglichen Tätigkeit hatten sich die Mönche schon seit dem Mittelalter schulischen Tätigkeiten gewidmet. Es wurde Latein und Musik unterrichtet. 1724 wurde vom Kloster aus in Meran ein humanistisches Gymnasium, das Benediktinergymnasium Meran, gegründet, in dem die männliche Jugend Latein und Griechisch erlernen konnte und in den Guten Sitten unterwiesen wurde.
Der Aufhebung unter Joseph II. entging das Kloster nur knapp, gerade dank seiner Unterrichtstätigkeiten. Unter der bayerischen Verwaltung ereilte das Stift 1807 dann doch dieses Schicksal. In einer Nacht- und Nebelaktion wurde das Kloster in Beschlag genommen, die Mönche ins Stift Fiecht bei Schwaz eingewiesen und das Inventar verschleudert. Auch das Gymnasium in Meran wurde geschlossen.

### Neubeginn nach der napoleonischen Zeit

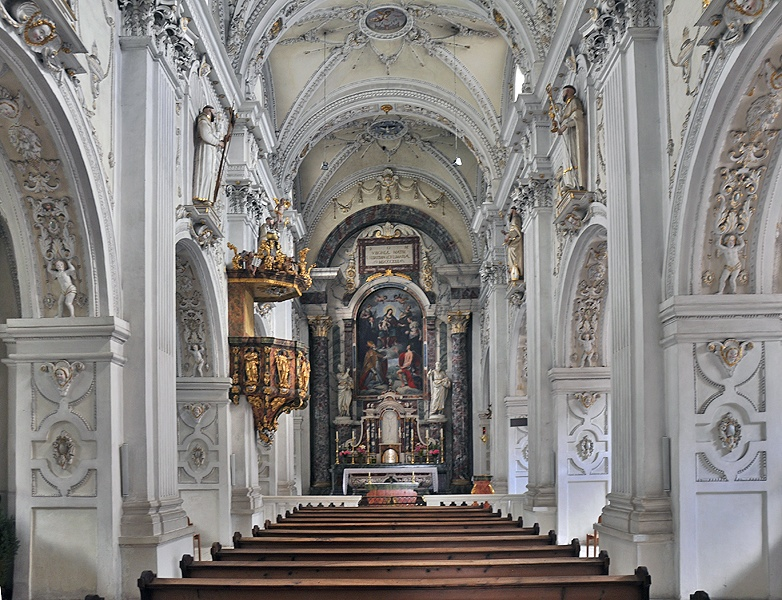
Inneres der Klosterkirche

Kaiser Franz I. von Österreich ordnete 1816 die Wiedererrichtung des Stiftes Marienberg an, unter der Bedingung, dass der Lehrbetrieb in Meran wieder aufzunehmen sei. Abt Karl Mayr (1816–1855) gelang dies unter schwierigsten Umständen. Das Gymnasium entwickelte sich zu einer wichtigen und anerkannten Bildungseinrichtung. Unter dem Faschismus wurde das Gymnasium in Meran 1928 auf politischen Druck hin geschlossen. Nach dem Zweiten Weltkrieg wurde im Kloster ein fünfklassiges Privatgymnasium eingerichtet, das im Schuljahr 1985/1986 endgültig seinen Betrieb einstellte.

### Heute
Heute sind Marienbergs Mönche für die umliegenden Dörfer und Pfarreien im Obervinschgau seelsorglich tätig, sie betreuen Klosterwallfahrten und veranstalten Besinnungskurse. Vor allem leben und pflegen sie das benediktinische Erbe der römisch-katholischen Kirche. Zurzeit (Februar 2025) zählt die Abteigemeinschaft sieben Mitglieder: unter einem Abt fünf Patres und einen Frater.
In den ehemaligen Wirtschaftsgebäuden, dem Berghang zugewandt, wurde im Jahre 2007 ein Museum (ora et labora) eröffnet, in dem das historisch, kulturell und religiös wertvolle Vermächtnis des Stiftes auf 300 Quadratmetern Ausstellungsfläche gezeigt wird. Zudem bestehen auf dem Gelände des Stiftes ein Gästehaus (Abt-Hermann-Haus), ein Klosterladen und ein Café (Invito) mit zweigeschossigem Außenbereich. Angeboten werden auch Führungen durch Kirche, Krypta, Schaudepot und Bücherei – ebenso zum frühchristlichen Friedhofskirchlein St. Stephan ob Burgeis.
Die Abtei Marienberg gehört zur Schweizerischen Benediktinerkongregation.

## Romanische Fresken

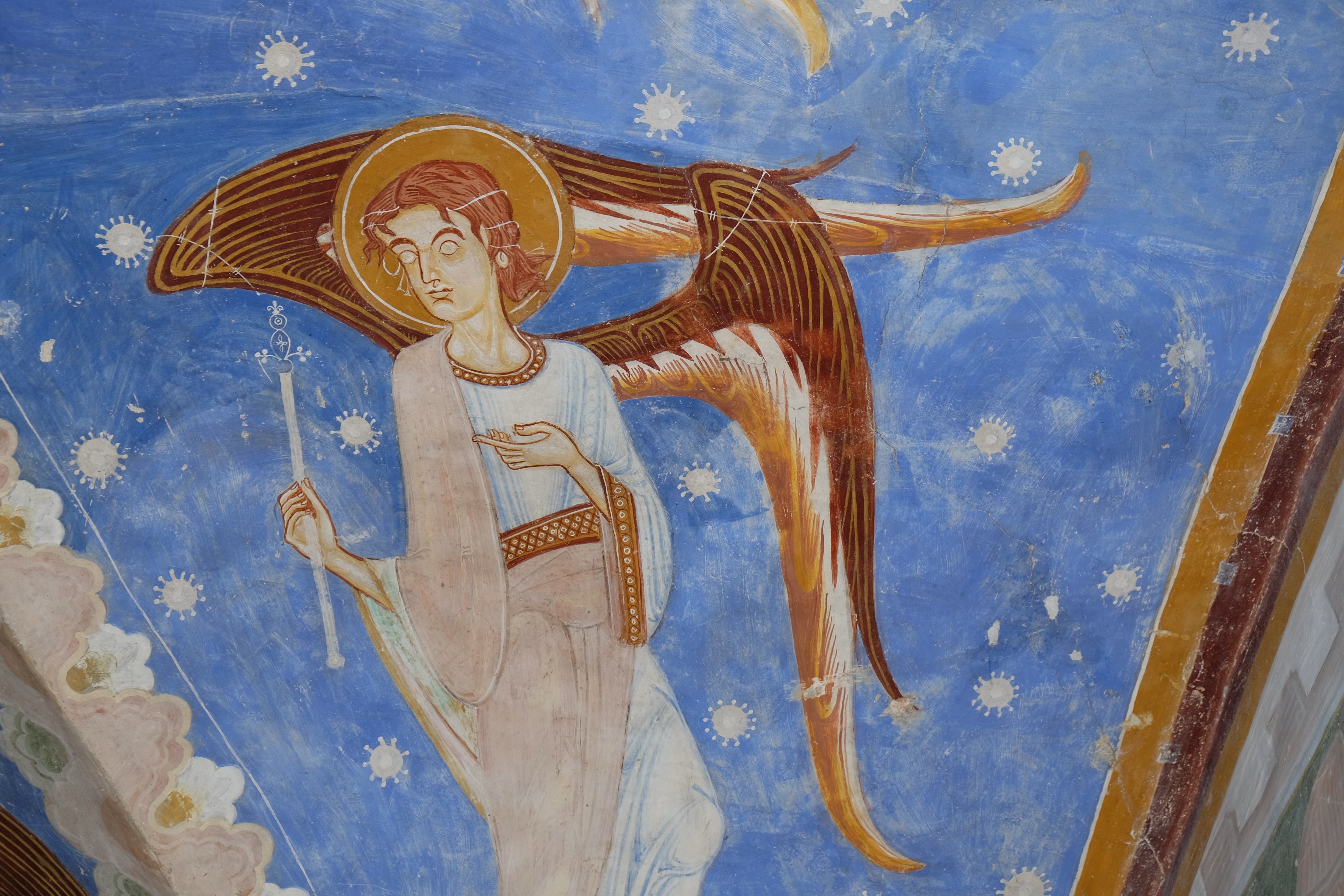
Südlicher Engel

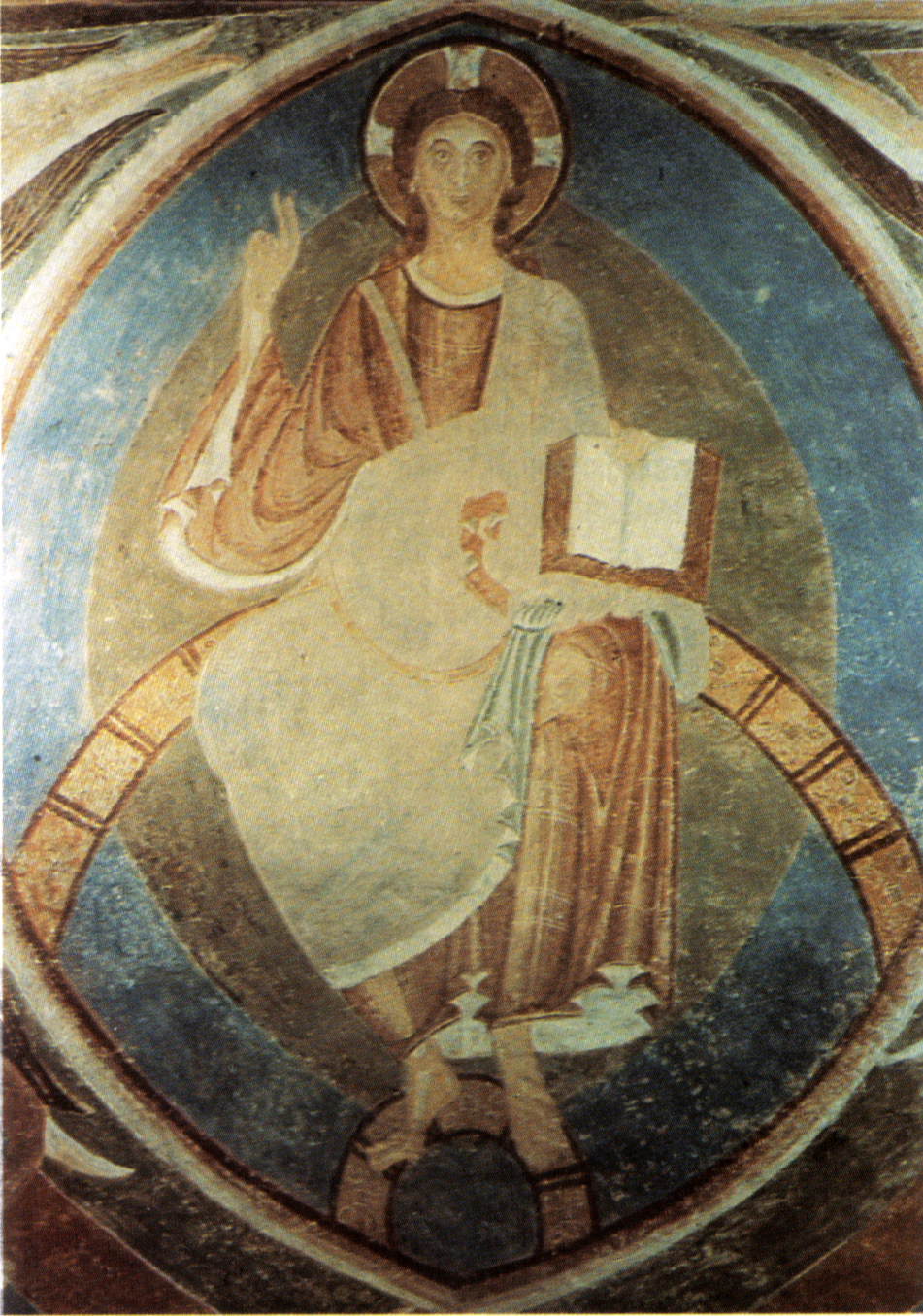
Christus in der Mandorla (Apsiskalotte)

Die Krypta enthält einen Freskenzyklus aus der Zeit zwischen 1175 und 1180, der ein einzigartiges Denkmal romanischer Kunst ist. Die Fresken wurden schon 1887 teilweise wiederentdeckt und 1980, nachdem Grufteinbauten aus der Zeit der Barockisierung der Kirche entfernt worden waren, zur Gänze freigelegt. Die Malereien weisen eine hervorragende Qualität und einen guten Erhaltungszustand auf. Am Beginn des 13. Jahrhunderts wurde die Stiftskirche ebenfalls mit stark byzantinisch geprägten Malereien versehen, von denen sich aber nur Fragmente erhalten haben.
Die Fresken Marienbergs waren beispielgebend. Von ihnen ausgehend haben Künstler in wenigen Jahrzehnten zahlreiche Kirchen im Vinschgau neu ausgemalt: St. Nikolaus in Burgeis, St. Jakob in Söles, St. Veit am Bichl. Es kann von einer Malschule gesprochen werden, die in Marienberg beginnt, sich aber bis ins Burggrafenamt (Maria Trost in Meran, St. Margarethen in Lana, St. Jakob in Grissian) verfolgen lässt und darüber hinaus ins Überetsch und Unterland (Burgkapelle Hocheppan, St. Jakob in Kastelaz in Tramin) und in den naheliegenden Nonsberg (St. Romedius, Kirche der Hl. Märtyrer in Sanzeno, San Tommaso und San Bartolomeo) ausstrahlt.

## Äbte
- Albert I. von Ronsberg (1146–1152)
- Mazelin von Ottobeuren (1152–1158)
- Schwiker von Ottobeuren (1158–1163)
- Gebhard von Ottobeuren (1163–1179)
- Volker von Ottobeuren (1179–1180)
- Friedrich Graf von Eppan (1180–1194)
- Johannes I. von Taufers im Münstertal (1194–1213)
- Kuno (1213–1217)
- Konrad I. (1217–1254)
- Bero (1254–1263)
- Konrad II. Stiero (1263–1271)
- Konrad III. Freiherr von Ramüs (1271–1298)
- Ulrich I. Freiherr von Ramüs (1298–1301)
- Berthold (1301–1302)
- Hermann von Schönstein (1302–1304)
- Johannes II. (1304–1320)
- Wiso (1320–1362)
- Nikolaus von Innichen (1362–1388)
- Albert II. von Bayern (1388–1415)
- Heinrich I. Vorster (1415–1427)
- Iban von Rothenstein (1427–1429)
- Markward von Wangen (1429–1433)
- Peter I. Bucheler (1433–1458)
- Peter II. (1458–1464)
- Kaspar (1464)
- Johannes III. Harter (1464–1472)
- Albert III. von Brandis (1472–1499)
- Heinrich II. Brendlin aus Bregenz (1499–1518)
- Bernhard von Wähingen (1518–1556)
- Martin Abart aus Burgeis (1556–1558)
- Christian Blaas aus Laatsch (1558–1561)
- Philipp I. God aus Kleinlaufenburg am Rhein (1561–1571)
- Luzius von Schlandersberg (1571–1577)
- Kosmas Zinckh aus Hüfingen an der Brege (1577–1586)
- Leonhard Andri aus Glurns (1586–1606)
- Matthias Lang aus Stuben in Schwaben (1606–1640)
- Jakob von Grafinger zu Salegg (1640–1653)
- Ferdinand Wezel aus Wangen (1653–1663)
- Franz I. Ritter von Pach aus Kaltern (1663–1705)
- Johann Baptist Murr aus Laas (1705–1732)
- Beda Hilleprand aus Gfrill bei Tisens (1732–1771)
- Franz II. Maria von Dinsel-Angerburg aus Imst (1771–1782)
- Placidus Zobl aus Schwaz (1782–1815)
- Karl Mayr aus Tirol (1816–1855)
- Augustin Moriggl aus Burgeis (1855–1861)
- Peter III. Wiesler aus Taufers im Münstertal (1861–1885)
- Leo Maria Treuinfels aus Triest (1885–1928)
- Ulrich II. Patscheider aus Latsch (1928–1957)
- Stephan Pamer aus Platt in Passeier (1957–1984)
- Bruno Trauner aus Glurns (1984–2011)
- Markus Spanier aus Kaiserslautern (2011–2023)[3]
- Philipp II. Kuschmann aus Witten (seit 2023)

## Orgeln der Stiftskirche
Das Stift Marienberg kann mit der frühesten Nennung einer Orgel in Tirol aufwarten: Der Chronist Goswin erwähnt um 1360 bei der Beschreibung der Stiftskirche ein „organum“ in nächster Nähe zum St.-Michaels-Altar (ehemalige Südapsis, heutiges Abtsoratorium). Die Kapelle wurde am 3. Juli 1180 geweiht; die Orgel stammte aber sicher aus späterer Zeit.
Das Prälatenbild von Abt Johannes III. Harter (1464–1472) im Kreuzgang zeigt im Hintergrund die schematische Darstellung einer Orgel, deren Existenz sich aber schriftlich nicht weiter nachweisen lässt.
Hans Schwarzenbach († um 1606), Orgelmacher aus Füssen, wurde am 10. April 1595 auf ein ganzes Jahr „um 140 fl. nebst freier Station für den Meister und dessen Weib zum Bau der großen Orgel“ verdingt. Sein Instrument wurde zu Beginn der Barockisierungsarbeiten in der Stiftskirche um 1646 abgebaut.
Um 1662 erbaute Carlo Prati (1617–1700) eine kleine Orgel mit 9 Registern als Vorarbeit für die geplante große Stiftsorgel. Um 1677/1678 kam es schließlich zum Bau jenes Instruments, wobei das Pfeifenmaterial des älteren Werkes integriert wurde. Diese Orgel wurde bei der Aufhebung des Klosters 1812 in die inkorporierte Pfarre Burgeis verkauft und ist dort in veränderter Form erhalten. Mit ihrem prunkvollen Gehäuse galt sie lange als die hervorragendste Orgel in weitem Umkreis und stellte ein seltenes Bindeglied zwischen den Orgelkulturen Italiens und Süddeutschlands dar.
Eine Chororgel mit 8 Registern aus dem Jahre 1668 gelangte bei der Säkularisation des Klosters hingegen nach Tartsch, wo sie 1864 noch genannt und Jacob Köck zugeschrieben wurde. Seitdem wurde keine Chororgel mehr angeschafft.
Nach der Wiedereinsetzung des Konvents 1816 stellte Franz Josef Holzhay (Ottobeuren) 1818/1820 eine gebrauchte Orgel auf, die wohl aus einem anderen aufgelösten süddeutschen Kloster gestammt haben dürfte. In den folgenden Jahren wurde diese immer wieder stark verändert und besaß zum Schluss 28 Register auf zwei Manualen und Pedal.
1865/66 erbaute Joseph Aigner (Schwaz) die heutige Stiftsorgel mit 32 Registern auf drei Manualen und Pedal. 2001 wurde diese von Martin Vier (Friesenheim, Deutschland) restauriert. Das Gehäuse ist eine Anlehnung an die Prati-Orgel mit italienischer Prospektgliederung.
Die Disposition lautet:
| I Continuowerk C–f3 |     |
| Gambviola           | 8′  |
| Copl                | 8′  |
| Flöte               | 4′  |
| Harmonica           | 16′ |
| Harmonica           | 8′  |

| II Hinterwerk C–f3 |       |
| Principal piano    | 8′    |
| Copl               | 8′    |
| Salicional         | 8′    |
| Gemshorn           | 4′    |
| Flautina           | 4′    |
| Flageolet          | 2′    |
| Mixtur IV          | 1 ⁄3′ |

| III Hauptwerk C–f3 |     |
| Quintatön          | 16’ |
| Principal          | 8′  |
| Principal piano    | 8′  |
| Copl               | 8′  |
| Gamba              | 8′  |
| Quint              | 6′  |
| Octav              | 4′  |
| Flöte              | 4′  |
| Spitzgamba         | 4′  |
| Quint              | 3′  |
| Superoctav         | 2′  |
| Cornet V           | 3′  |
| Mixtur V           | 2′  |

| Pedalwerk C–c1 |     |
| Subbass        | 16′ |
| Violon         | 16′ |
| Bordun         | 16′ |
| Octavbass      | 8′  |
| Mixturbass VI  |     |
| Bombard        | 16′ |
| Posaun         | 8′  |

- Koppeln: Pedalkoppel als Wechselkoppel II/P (automatisch), III/P
- Spielhilfen: Tutti Organo (I/II/III), Tutti Positiv (I/II), Basstutti (Sperrventil für Zungen und Mixtur im Ped.)

## Museum
Bei der Sanierung des ehemaligen Wirtschaftstraktes wurden die alten Gemäuer gereinigt und gefestigt, weitgehend im Originalzustand belassen und durch eine zweite zeitgemäße Ebene ergänzt. So kann man die baulichen Veränderungen vom ausgehenden 13. Jahrhundert bis heute gut erkennen. Durch den Zubau war es möglich, das gesamte Gebäude rollstuhlgerecht auszustatten. Alle Schauräume im Museum sind klimatisiert.
Im Erdgeschoss befindet sich das 2007 eröffnete Museum. Ein Film und verschiedene Gegenstände gewähren Einblick in den Alltag hinter den Klostermauern. Einige Kunstwerke aus der Gründerzeit werden erstmals der Öffentlichkeit gezeigt. Kurze Texte und dazu passende Objekte weisen auf wichtige Begebenheiten im Laufe der 900-jährigen Geschichte hin. Die romanischen Fresken der Krypta von Marienberg sind im Film zu sehen.